# Korláth Endre
korláthelmeci Korláth Endre (Botfalva, 1881. március 10. – Budapest, 1946. június 3.) ügyvéd, főispán.

## Élete
Sárospatakon érettségizett, majd a Ferenc József Tudományegyetemen lett joghallgató. 1907-ben Budapesten ügyvédi oklevelet szerzett. 1907-1913 között Ungvárt volt ügyvéd, 1913-tól városi tanácsos lett. Kezdeményezte a városi kereskedelmi iskola megalapítását, melynek több évig közgazdaságtani tanára volt. 1917-től Ung vármegye tiszti ügyésze.
1920-ban alapítója a Ruszinszkói Magyar Jogpártnak, melynek betiltásakor 1921. november 4-én letartóztatták. Szabadulása után a Ruszinszkói Magyar Pártok Szövetségének megalapítója. 1923-1938 között prágai nemzetgyűlési képviselő.
Az első bécsi döntés után Ungvár főispánja, majd a magyar országgyűlés meghívott képviselője volt. Utóbbiról 1939-ben lemondott, és Ung és Bereg vármegye főispánja lett. Az általános választások után lemondott a főispánságról, ismét országgyűlési képviselő volt.
Ungvárt a Tiszaháti Magyar Bank Rt. alapító elnöke. A Ruszinszkói Magyar Gazda és a Kárpátaljai Magyar Hírlap alapítója.